# HD 71622
HD 71622，又名CD-31 6079，SAO 199246、HR 3336，是一颗恒星，视星等为6.33，位于銀經251.71，銀緯3.91，其B1900.0坐标为赤經8h 23m 15.2s，赤緯-31° 3.91′ 34″。